# Комсомольский район (Саратовская область)
Комсомольский  район — административно-территориальная единица, существовавшая в РСФСР в 1941—1959 годах.
Административный центр — село Комсомольское.

## История
После издания Указа Президиума Верховного Совета СССР от 28 августа 1941 года «О переселении немцев, проживающих в районах Поволжья» Указом Президиума Верховного Совета СССР от 7 сентября 1941 года «Об административном устройстве территории бывшей республики немцев Поволжья» Экгеймский кантон бывшей АССР немцев Поволжья  был включён в состав Саратовской области как Экгеймский район.

Указом Президиума Верховного Совета РСФСР от 5 мая 1942 года «О переименовании некоторых районов и городов Саратовской области» Экгеймский район был переименован в Комсомольский район.

Указом Президиума Верховного Совета РСФСР от 10 июня 1959  года «Об упразднении некоторых районов и объединении некоторых городских и районных Советов Саратовской области» был упразднен  Комсомольский район , вся его территория и сельские советы переданы в состав Краснокутского района Саратовской области.

## Административно-территориальное переустройство бывшей АССР Немцев Поволжья в 1941-1942 гг.
- Название сельских советов.[5]:

| В момент принятия Указа ПВС СССР на 7.09.1941 г. - Гнаденфельдский, - Дьяковский, - Журавлевский, - Лепехинский, - Ней-Бауэрский, - Ней-Шиллингский, - Ней-Бейдекский, - совхоза № 97 поселковый, - Усатовский, - Фриденфельдский, - Экгеймский, - Эренфельдский. | - в | По состоянию на 1.11.1942 г. - Кировский, - Дьяковский, - Журавлевский, - Лепехинский, - Соляновский, - Сосновский, - Таловский, - совхоза № 97 поселковый, - Усатовский сельсовет (бывший русский) был ликвидирован 16.10.1942., - Комсомольский, - Усатовский (05.06.1942 - Экгейм переименован в Усатово.), - Чаловский, - Бирючинский. |

Сельские советы Комсомольского района Саратовской области по состоянию на:
| 1 ноября 1942 года | 1 июля 1945 года   | 9 августа 1958 года |
| ------------------ | ------------------ | ------------------- |
| 1. Бирючинский     | 1. Бирючинский     | 1. Дьяковский       |
| 2. Дьяковский      | 2.Дьяковский       | 2. Журавлевский     |
| 3. Журавлевский    | 3. Журавлевский    | 3.Комсомольский     |
| 4. Комсомольский   | 4. Комсомольский   | 4. Лепехинский      |
| 5. Кировский       | 5. Лепехинский     | 5. ПС совхоза № 97  |
| 6. Лепехинский     | 6. ПС совхоза № 97 | 6. Усатовский       |
| 7. ПС совхоза № 97 | 7. Соляновский     |                     |
| 8. Соляновский     | 8. Сосновский      |                     |
| 9. Сосновский      | 9. Таловский       |                     |
| 10. Таловский      | 10. Чкаловский     |                     |
| 11. Усатовский     |                    |                     |
| 12. Чкаловский     |                    |                     |